# Paimbœuf
Paimbœuf è un comune francese di 3 316 abitanti situato nel dipartimento della Loira Atlantica nella regione dei Paesi della Loira.

## Società

### Evoluzione demografica
Abitanti censiti